# 塩川秀敏
塩川 秀敏（しおかわ ひでとし、1948年（昭和23年）9月24日 - ）は、日本の政治家。福岡県宮若市長（第2代）。元福岡県議会議員（4期）。

## 来歴
福岡県立鞍手高等学校、立正大学経済学部卒業後、山門高校・福岡高校・直方高校で福岡県立高校の教諭を務める。1994年12月に退職し、翌1995年の福岡県議会議員選挙に立候補したが、落選。その後は介護認定の訪問調査員を務める。1999年の県議選にも立候補したが、落選。2000年12月から2006年2月まで、旧宮田町教育委員を務める。2003年3月九州大学大学院法学府修了。
2007年の福岡県議会議員選挙に立候補し、自由民主党所属の現職を破り初当選する。当選後は自由民主党会派に所属し、以来連続4回当選した。県議会では農林水産委員長などを務めた。2021年に県議会議員を辞職（後述）。
2022年3月の宮若市長選挙に立候補し、現職の有吉哲信を破って初当選した。

## 批判を受けた言動
- 2021年5月上旬、塩川は吉田法稔教育長に「職を辞してその方向に行きたい」と県教育委員就任への意欲を伝え、同14日に県議を辞職。同28日に服部誠太郎知事は県教育委員会から推薦があったとして塩川を教育委員に任命する人事案を示した。しかし、教育委員は教育の政治的な中立性を守るため、委員の党派的な偏りも制限されており、現職県議の意向を受けた人事案には政治的中立性に対する疑問の声が広がり、6月2日に塩川は就任を辞退すると表明。服部も同日、人事案を取り下げた[7][8]。

- 2023年11月27日、1月から10月にかけて計9件の塩川による市職員に対するハラスメントがあったとして、複数の市職員が職場環境の改善を求める要望書を市公平委員会に提出した[9][10]。この際、9月に複数の職員が出席した会議で、男性課長に「今がんがん言われた方がいい。それに耐え切らんかったら辞めろ」などと叱責したとする録音データも提出された[9][10][11]。また、10月には同じ課長に「ヘルメットをかぶっていろ。そうしたらバットでたたく」と発言したとされる[12]。また、公用車で職員を怒鳴りつけたり[13]、適応障害で退職願を出した職員に「病人の目はしていない」と発言したり[14]、夫婦の職員が同時期の育児休業取得を申し出た際には、「2人同時に取る必要があるのか。制度として取れるとしても、認めん」と発言したとされる[12][15]。さらに、子どもがいない女性職員に「親の気持ちがわからんだろう」と発言したりしたという[16][17]。塩川は取材に対し、当初は「人間関係があればハラスメントにはならないのでは」などと答えてパワハラ行為を認めていなかったが[10][18]、一部の発言について「言ったと思う。不快に感じていたのなら謝罪し、今後は言い方に注意したい」と認めた[19][16]。12月1日、市議会はこの問題を調査する百条委員会の設置議案を全会一致で可決した[20][21]。同月15日、市議会は塩川に対する辞職勧告決議案を賛成9、反対6の賛成多数で可決した[22][23]。2023年12月に行われた市の全職員237人を対象としたアンケートでは、約6割にあたる100人以上の職員が「市長からハラスメントを受けた、もしくは見聞きした」と回答した[24]。調査によると、塩川は「女は子どもを産んで初めて女になる[25][26]」「女性は子供を3人産んで初めて1人前」「女性は政策部署にいらない」「政策は男が基本的にやるもの」など、女性蔑視とも取れる発言を繰り返していたという[24][27]。塩川は、進退については百条委員会の調査結果などを踏まえて判断したいと説明している[24]。2024年1月13日、市公平委員会は市長によるハラスメント行為を認定し、市長に是正勧告した[28]。2月16日、市議会は塩川に対する不信任決議案を採決し、否決した。賛成は10、反対は6だった。可決に必要な、出席議員の4分の3（11人）以上に賛成が達しなかった[29]。6月20日、市議会は、塩川によるハラスメントを8件認定し「身の処し方はご自身で考えるべきだ」と結論付けた百条委員会の報告書を賛成多数で可決した[30]。うち7件はパワーハラスメントで、残りの1件は女性職員に子供がいるかや年齢を尋ね、出産について「普通か？　切った（帝王切開）か？」と発言したことが、セクハラと認定された[31]。7月19日に再度塩川に対する不信任決議案が提出されたが、賛成10、反対4（欠席2）で再び否決された[32]。